# Thunder Road (locale)
Il Thunder Road è stato un locale di musica dal vivo e intrattenimento attivo dal 30 ottobre 1993 al 14 giugno 2009.. a Codevilla e situato tra Voghera e Torrazza Coste al n. 23 della SP 33 nell'Oltrepò Pavese in provincia di Pavia
Il locale prendeva nome dall'omonima canzone di Bruce Springsteen tratta dall'album Born to Run.
È stato punto di riferimento per la zona del pavese e dell'alessandrino del movimento emergente musicale degli anni '90. Hanno suonato nel locale già dall'inizio della loro carriera I Negrita, Carmen Consoli, Gli Afterhours, i Marlene Kuntz, i Subsonica, i Verdena, gli Statuto, i Timoria, i La Crus, i Massimo Volume, gli Ustmamò, i Bluvertigo, i Persiana Jones, gli Africa Unite, i Casino Royale, la Bandabardò, i Modena City Ramblers, Davide Van de Sfroos, i Punkreas, i Motel Connection, i Bluebeaters, i Linea 77
Hanno suonato anche i nuovi cantautori italiani: Niccolò Fabi, Samuele Bersani, Mario Venuti, poi Caparezza, i Sud Sound System, Elio e Le Storie tese, i Negramaro, i Gem Boy, i Sonohra, i Velvet, la Treves Blues Band
Alcuni grandi eventi come il tour nei club del 2004 di Francesco De Gregori.
Vi hanno suonato anche diversi artisti internazionali sia di ambito prog come i Marillion, sia di ambito rock, metal, jazz e rock blues.
Un'altra caratteristica del locale è stata quella di non aver tralasciato le realtà della zona in cui si trovava, quasi tutti i gruppi emergenti dell'epoca del pavese e dell'alessandrino possono vantarsi di aver calcato quel palco.
Molto importante è stata anche la presenza di numerosi festival in ambito rap, metal, beat, punk e ska.